# カリフォルニア大学バークレー校

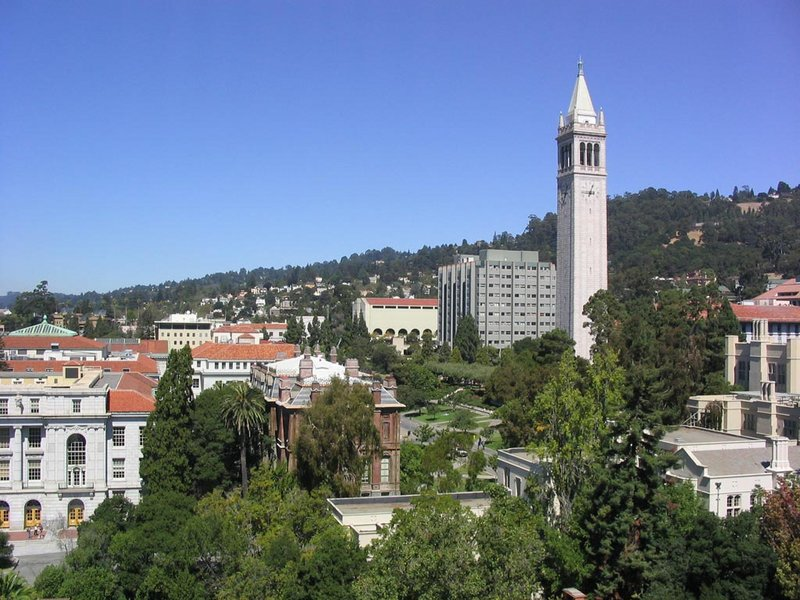
Sather Tower

カリフォルニア大学バークレー校（カリフォルニアだいがくバークレーこう、英: University of California, Berkeley、略称：UC Berkeley、UCB、Cal）は、アメリカ合衆国カリフォルニア州アラメダ郡バークレー市に所在する州立大学。

## 概要
カリフォルニア大学は1868年に同州によって創設された総合大学群で、州内10か所に分散するキャンパスにそれぞれ巨大な総合大学や研究教育施設をもつ。カリフォルニア大学バークレー校はその中で最古の歴史を有しており、カリフォルニア大学の旗艦校にあたる。
教育および研究水準は極めて高く、米国公立大学の最高峰として、US News世界大学ランキング第5位、THE世界大学ランキング第8位、QS世界大学ランキング第12位に評価されている。
大学のモットーは "Fiat lux"（そこに光あれ / Let There Be Light）。バークレーの地名は19世紀半ばに新たに町が建設された際、『視角新論』などで知られるアイルランドの哲学者ジョージ・バークリーにちなんで命名された。
現在では環境保護政策を熱心にすすめてきた同州と密接に連携して環境技術研究でとくに高い評価を受けており、これに関連する生体医工学・化学・物質工学などで世界大学ランキングの最上位に位置する。化学分野では、周期表の元素のうち16個が本校で発見された。中でもバークリウム(berkelium)とカリホルニウム(californium)は、本校名をもとに命名された。
また州内のIT企業とも多くの共同研究などが進められており、コンピューター科学・人工知能研究・データ解析の分野でも米国を代表する研究拠点の1つである。UNIXシステムの1つであるBerkeley Software Distribution(BSD)や有限要素法も本校で開発された。
ほか物理学や工学、数学、経済学、経営学、社会学など多方面の学術分野で定評があり、2024年時点でノーベル賞受賞者116人、チューリング賞受賞者11人、フィールズ賞受賞者2人、ゲーデル賞受賞者11人、ウルフ賞受賞者14人、アメリカ国家科学賞受賞者37人などを輩出している。また学術分野以外においてはアカデミー賞受賞者15人、ピューリッツァー賞受賞者14人、エミー賞受賞者13人などを輩出している。
学部の合格率は2023年時点で11.3%と、全米最難関のグループに属する。ハーバード大学など東部の名門私立大学群・アイビーリーグに対し、名門公立大学群・パブリック・アイビーの代表的存在とされる。
多くのスポーツクラブがカリフォルニア・ゴールデンベアーズ(California Golden Bears)として全米大学体育協会(NCAA)の最上位群であるDivisionＩに所属し、DivisonＩNational ChampionshipsにおいてTeam Championshipsを43回(全米10位)、Individual Championshipsを274回(全米8位)獲得している。また、オリンピック選手の出身・所属大学別メダル累計獲得数において、バークレー校は246個(全米4位)を獲得しており、特に2020年東京オリンピックでは16個(全米4位)、2024年パリオリンピックでは23個(全米2位)の五輪メダルを獲得するなど、スポーツ・アスリート養成においても世界的に著名である。
卒業生の進路は多様であるが、シリコンバレーに地理的に近く、IT企業との共同開発も盛んなことから、GAFAMに就職する学生が非常に多い。
2013年公開のピクサーアニメーション映画「モンスターズ・ユニバーシティ」のモデル校であり、同映画内の多くの描写に本校のキャンパス施設や学生寮などが原型となった装飾が施されている。その他、2023年公開のハリウッド映画「オッペンハイマー」や2003年公開のマーベル・コミック映画「ハルク」など、500以上の映画においてモデル校およびロケ地に採用されている。

## 沿革

### 設立
1866年に設立された私立大学College of Californiaが前身となり、その後カリフォルニア州経営の農業、鉱業、機械技術学校と合併する形で、1868年に「カリフォルニア大学」が設立される。
初代学長にはCollege of California創設者であるヘンリー・デューラン (Henry Durant) が就任した。1869年にオークランド市にあったCollege of Californiaの施設を利用し開学、1873年の新キャンパス完成を待ち、現在のバークレーへ大学施設を移動した。当時の学生数は男子学生数167名、女子学生数222名。
1891年に、ウィリアム・ランドルフ・ハーストの母であるフィービー・アパーソン・ハーストは、国際建築大会の支援、たくさんの教育プログラムなどを提供し、ハースト記念鉱業ビルとハーストホールの建設にも投資を行った。
当時のUC バークレーのベンジャミン・イデ・ウィーラー学長は1905年に、複数のカリフォルニア大学を開校する構想を打ち出し、まず、サクラメント市の近くにカリフォルニア大学デービス校を開校。ウィーラーの功績により「UCバークレー」の評判が高まり、奨学金などの資金援助も調達できるようにもなった。
建築家ジョン・ガレン・ハワードによって設計されたUC バークレーのキャンパスは新古典主義的な建物が多く、新しく建設されている建物などの元にもなっている。
1910年、UC バークレーはインド独立運動にも協力した。UCバークレーに在学していたインド人留学生を中心に運動を起こし、イギリス植民地支配を批判する週刊誌、ヒンドゥスタンガダーの発刊などを支援。

### 黎明
ベンジャミン・ウィーラー (Benjamin Ide Wheeler) 学長（就任期間：1899-1919）のもとで、UC バークレーは著名な学者招致、研究援助費、奨学金の獲得に成功し、カリフォルニア大学は大きな成長を遂げる。
その後、第11代ロバート・スプロール (Robert Gordon Sproul) 学長（就任期間：1930-1958）時代に、他の一流大学を参考とした学内改革、積極的な著名研究者招致を行った結果、世界的な評価を得るまでに成長する。
第二次世界大戦時や世界恐慌の際にはUC バークレーは資金難に陥るが、独自の人脈で資金調達を行い、可能な限りの機関を運営継続させた。
1934年、UC バークレーは米国教育協議会による高等教育機関ランキングにおいて10位だったが、1942年にはハーバード大学に次ぎ、全米第2位に躍進する。

### 第二次世界大戦・原子爆弾の開発
多くの超重元素がUCバークレーの研究で発見されたことでも有名であり、中でも原子番号97番の元素バークリウム及び98番のカリホルニウムの名称は本校の地名に由来する。
UCバークレーは数々の超ウラン元素を発見しており、その内にはバークリウム、カリホルニウム、アインスタイニウム、ラザホージウム、プルトニウム、シーボーギウム、ローレンシウムなども含まれる。
米国の原水爆開発とUC バークレーの関わりは深く、「水爆の父」として知られるエドワード・テラー、マンハッタン計画の主任研究員であるロバート・オッペンハイマー、バークレー放射線研究所（現：ローレンス・バークレー国立研究所）所長、アーネスト・ローレンス、ノーベル化学賞受賞者、グレン・シーボーグ等、本校の科学者が米国の原水爆開発に大きく貢献した。核兵器開発、環境、バイオテクノロジーの研究で著名な米国エネルギー省 (DOE) 所有のローレンス・リバモア国立研究所は本校により管理されている。

### カリフォルニア大学システムの確立
1960年代、UC バークレーの分校という地位にあったロサンゼルス校 (UCLA) が一大学として運営を独立させた。同時期に、他の分校も独自の大学として運営するかたちで整備され、今日に至るカリフォルニア大学システム（UCシステム）ができる。

### 1960年代におけるフリースピーチ・ムーブメント

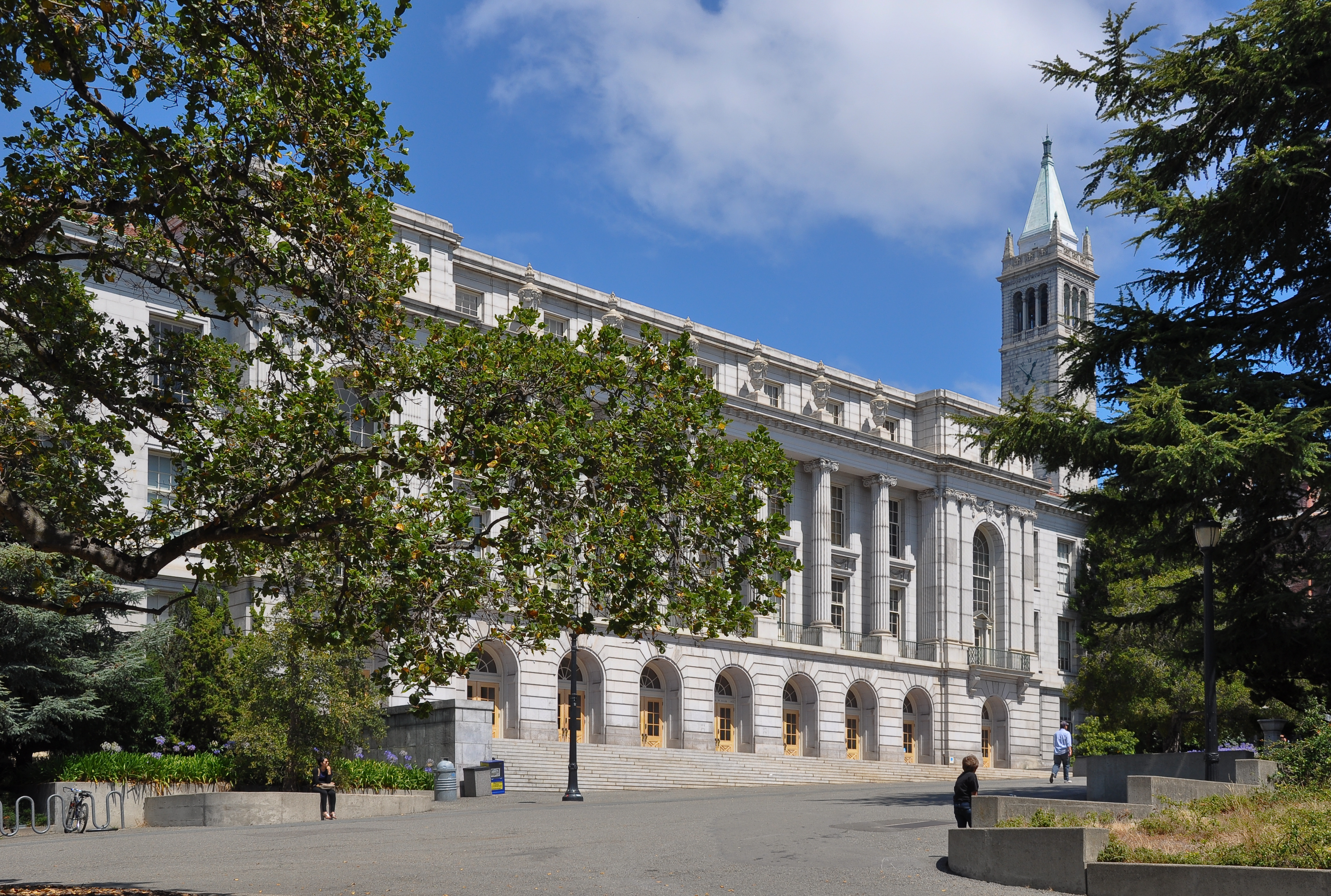
Wheeler Hall

今日のUCバークレーの特徴であるそのリベラルな校風は、1960年代のフリースピーチ・ムーブメント (Free Speech Movement) によって形成されたところが大きい。元来、1950年代のマッカーシズムなど共産主義者差別、赤狩りに対する強硬な抵抗に見られるように、バークレー教授陣のリベラル気質は高く、その内在していた独特の校風が表出したのが1960年代のフリースピーチ・ムーブメントであった。1962年には政治活動家のマリオ・サビオ (Mario Savio) やジャッキー・ゴールドバーク (Jackie Goldberg) などが主導となり、UCバークレー付近でバークレー暴動(Berkeley riots)にまで発展した(en:Berkeley_riots)。1964年に出された、学内での政治活動禁止令に呼応する形で、言論の自由をもとめる学生が抗議運動を展開、その後も学生により活発な学生運動は1970年代初頭まで続き、1969年のPeople's|Park に於ける抗議行動では参加した教授陣を解雇したり、学生の一人が死亡するという悲劇も起こった。
現在でもそのリベラル気質は学生に脈々と受け継がれる。UCバークレーの学生は他の米国一流大学の学生より、革新的かつリベラルで信仰心が薄いとされている。
2007年9月10日に、William and Flora Hewlett 財団から$113M（約130億円）の寄付を受理した。当時の学長のRobert J. Birgeneauは、「この寄付は、公共高等教育の資金調達の転換を象徴するものであり、米国の卓越した公立大学 (＝UCバークレー) とエリート私立ライバル校との資金ギャップの解消に役立つものである」とコメントした（州立大学への寄付としてはアーカンソー大学が受け取った3億ドルが過去最高額である）。

同年10月より、YouTubeを使用し講義を視聴することが可能になった。ただし視聴するだけでは単位を取得することはできない。YouTube以前にも、音声ファイルを用いた講義公開などは行われてきていた。これに関してバークレー校側は「ユーチューブですべての授業をみることができる初めての大学をめざす」と語っている。

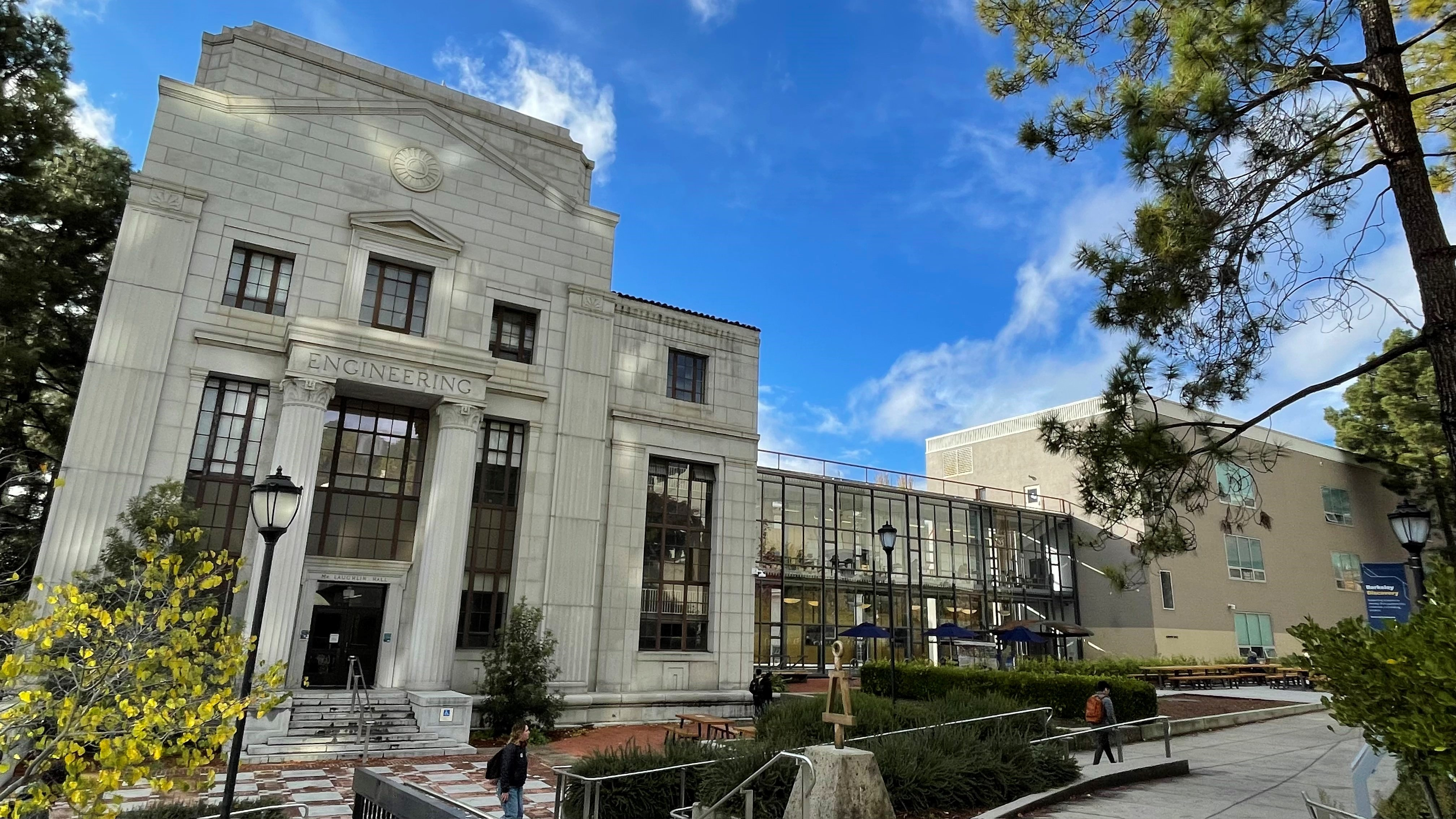
工学部(Berkeley Engineering)

### 著名な卒業生・関係者
スティーブ・ウォズニアック(米Apple共同創業者)やエリック・シュミット(米Google社長兼CEO)、アンドリュー・グローヴ(米Intel共同創業者)、ポール・オッテリーニ(米Intel社長兼CEO)、ドナルド・フィッシャー(米GAP創業者)など、米国を代表する多国籍企業の実業家の多くも本校の卒業生である。その他大統領3人、首相4人、合衆国最高裁判所長官6人、州知事12人、宇宙飛行士10人を筆頭に各界に著名人を送り出している。
著名な日本人卒業生・日本にゆかりのある卒業生は　　孫正義(ソフトバンクグループ社長)緒方貞子(元国連難民高等弁務官)、外池徹(アフラック生命保険社長)、里見治紀(セガサミーホールデングス社長)、中尾武彦(アジア開発銀行総裁)、伊藤公平(慶應義塾大学学長)、ロバート・キャンベル(日本文学研究者)など。その他、ジョージ・タケイ(ハリウッド俳優)やミチオ・カク(理論物理学者)など日系アメリカ人も多く卒業している。
第二次世界大戦中、物理学部教授だったロバート・オッペンハイマーやノーベル化学賞受賞者のグレン・シーボーグを筆頭に、本校の多くの学者が広島、長崎への原子爆弾の投下を目的としたマンハッタン計画に携わり、米国における原子力爆弾および水素爆弾の開発に大きく貢献した。
UNIXシステムの一つ、Berkeley Software Distribution(BSD)もこの大学の研究室で開発された。元サン・マイクロシステムズ技術者のビル・ジョイは、本校学生時代に、viエディタと Cシェル(csh)など様々な基本的なツール・ユーティリティを設計・実装している。

## 学部 (List of undergraduate majors)

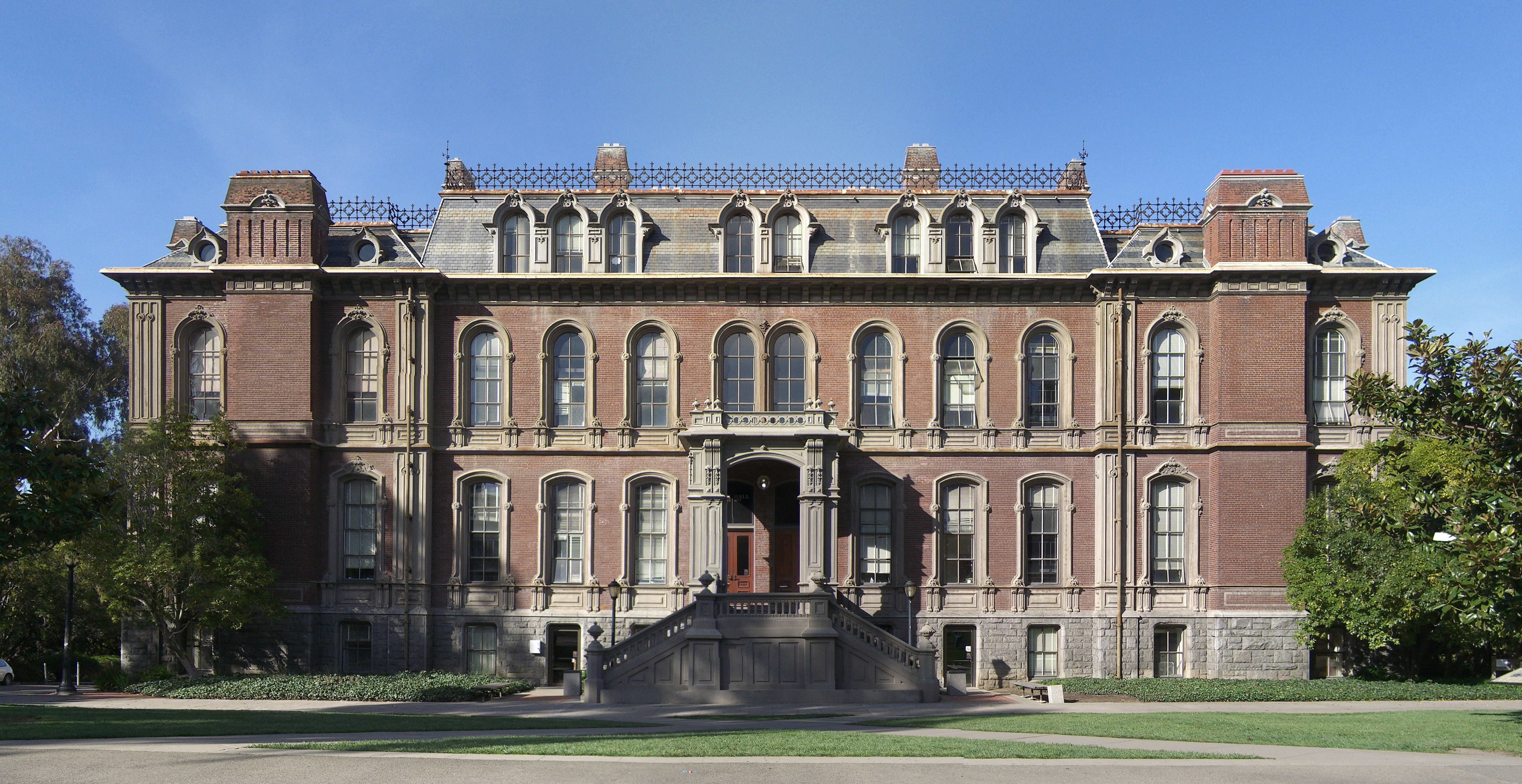
South Hall

- South Hall【自然科学】 (Math&Physical Science)
  - 天文学部 (Astronomy)
    - 宇宙物理学 (Astrophysics)

  - 化学部 (Chemistry)
  - コンピューターサイエンス学部 (Computer Science)
  - 地球惑星科学部 (Earth and Planetary Science)
    - 大気学 (Atmospheric)
    - 地球環境科学 (Environmental Earth Science)
    - 地理学 (Geology)
    - 地球物理学 (Geophysics)
    - 海洋学 (Marine Science)

  - 数学部 (Mathematics)
    - 応用数学 (Applied Mathematics)
    - 純粋数学 (Mathematics)

  - オペレーションリサーチ学部 (Operations Research and Management)
  - 理学部 (Physical Science)
  - 物理学部 (Physics)
  - 統計学部 (Statistics)
- 【生物科学】 (Biological Science)
  - 構造生物学部 (Integrative Biology)
  - 分子細胞生物学部 (Molecular and Cell Biology)
  - 生物化学および分子細胞生物学 (Biochemistry and Molecular Biology)
    - 遺伝子学 (Genetics)
    - 免疫学 (Immunology)
    - 細胞発達生物学研究 (Cell and Developmental Biology)
    - 神経生物学 (Neurobiology)
    - 公衆衛生学科 (Public Health)

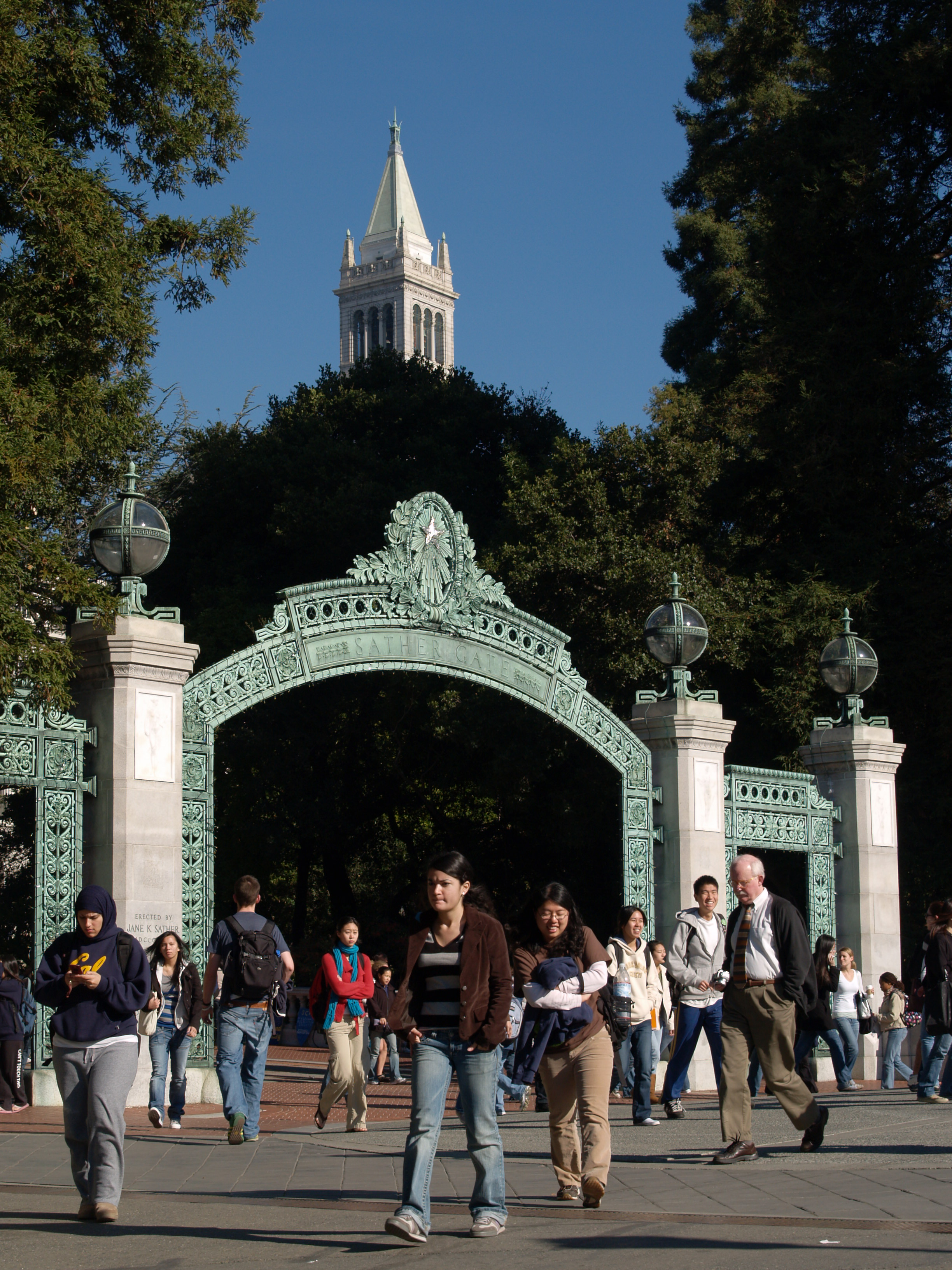
UCバークレー正門

- UCバークレー正門【社会科学】 (Social Science)
  - アフリカ系アメリカン研究学部 (African American Studies)
  - 人類学部 (Anthropology)
  - アジア系アメリカン研究学部 (Asian American studies)
  - ディアスポラ研究学部 (Diaspora Studies)
  - チカーノー研究学部 (Chicano Studies)
  - 経済学部 (Economics)
  - 環境経済学部 (Environmental Economics)
  - 民族学部 (Ethnic Studies)
  - 女性学部 (Women's Studies)
  - 地理学部 (Geography)
  - 歴史学部 (History)
  - 言語学部 (Linguistics)
  - ネイティブアメリカン研究学部 (Native American)
  - 政治科学部 (Political Science)
  - 心理学部 (Psychology)
  - 社会福祉学部 (Social Welfare)
  - 社会学部 (Sociology)
- 【学際研究】 (Interdisciplinary Studies)
  - アメリカ研究学部 (American studies)
  - アジア研究学部 (Asian Studies)
    - 中国 (China)
    - 日本 (Japan)

  - 認知科学部 (Cognitive Science)
  - 発達研究学部 (Development Studies)
  - 学際研究学部 (Interdisciplinary Studies)
  - ラテンアメリカ研究学部 (Latin American Studies)
  - 法学部 (Legal Studies)
  - メディア研究学部 (Media Studies)
  - 中東研究学部 (Middle Eastern Studies)
  - 平和学部 (Peace and Conflict Studies)
  - 政治経済学部 (Political Economy)
  - 宗教学部 (Religious Studies)
- 【人文科学】 (Art & Humanities)
  - 美術史学部 (Art History)
  - 美術学部 (Art Practice)
  - ケルト研究学部 (Celtic Studies)
  - 古典学部 (Classics)
    - 古代文明 (Classical Civilizations)
    - 古典語 (Classical Language)
    - ギリシャ語 (Greek)
    - ラテン語 (Latin)

  - 比較文学学部 (Comparative Language)
  - 東アジア言語文化学部 (East Asian Language and Culture)
    - 中国語 (Chinese)
    - 日本語 (Japanese)

  - 映画学部 (Film)
  - フランス語学部 (French)
  - ドイツ語学部 (German)
    - オランダ語 (Dutch Studies)
    - ドイツ語 (German)

  - イタリア研究 (Italian Studies)
  - 音楽学部 (Music)
  - 古代オリエント研究学部 (Near Eastern Studies)
    - 古代オリエント考古学美術史 (Ancient Near Eastern Archaeology and Art History)
    - 古代オリエント文明 (Ancient Near Eastern Civilizations)
    - 古代オリエント (Near Eastern Studies)

  - 哲学部 (Philosophy)
  - 修辞学部 (Rhetoric)
  - スカンジナビア研究学部 (Scandinavian)
  - スラブ語学文学部 (Slavic Language and Literature)
  - 南アジア研究学部 (South and Southeast Asian Studies)
  - スペインポルトガル研究学部 (Spanish and Portuguese)
    - ヒスパニック言語バイリンガル (Hispanic Language and Bilingual Issues)
    - イベリア (Iberian)
    - ラテンアメリカ (Latin American)
    - ルソ-ブラジル (Luso-Brazilian)
    - スペインアメリカン (Spanish and Spanish American)

  - 演劇ダンスパフォーマンス研究学部 (Theater, Dance, and Performance Studies)
- 【ハース・スクール・オブ・ビジネス】 (Haas School of Business)
- 【予備役将校訓練課程】 (Reserve Officers' Training Corps, ROTC)
  - 陸軍予備役将校訓練課程 (Berkeley Army ROTC)
  - 海軍予備役将校訓練課程 (Berkeley Navy ROTC)
  - 空軍予備役将校訓練課程 (Berkeley Aerospace ROTC)

## 大学院

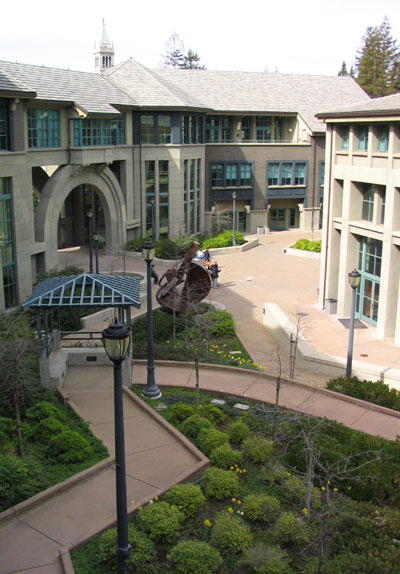
Haas School of Business

14のカレッジとスクールを設置。その中に130以上の教育プログラムを設置。
- Haas School of Business（ハース・ビジネススクール、 カリフォルニア大学バーク経営大学院）
- College of Chemistry（化学大学院）

Includes departments of Chemistry and Chemical Engineering
- Graduate School of Education（教育大学院）
- College of Engineering（工学大学院）
- College of Environmental Design（環境設計大学院）

Includes departments of Architecture（建築学科）, Landscape Architecture（ランドスケープ学科）, and City and Regional Planning（都市及び地方計画）
- School of Information（情報大学院）
- Graduate School of Journalism（ジャーナリズム大学院）
- Boalt School of Law（法科大学院）
- College of Letters & Science（人文科学大学院）

Berkeley's largest college includes more than 60 departments in biological sciences; arts and humanities; physical sciences; and social sciences
- College of Natural Resources（自然資源大学院）

Includes departments of Agricultural and Resource Economics; Environmental Science, Policy, and Management; Nutritional Science; and Plant and Microbial Biology
- School of Optometry（検眼大学院）
- School of Public Health（公衆衛生大学院）
- The Richard & Rhoda Goldman School of Public Policy（公共政策大学院）
- School of Social Welfare（社会福祉大学院）

### その他
- UC Berkeley Extension
- UC Berkeley Summer Session

## 世界大学ランキング

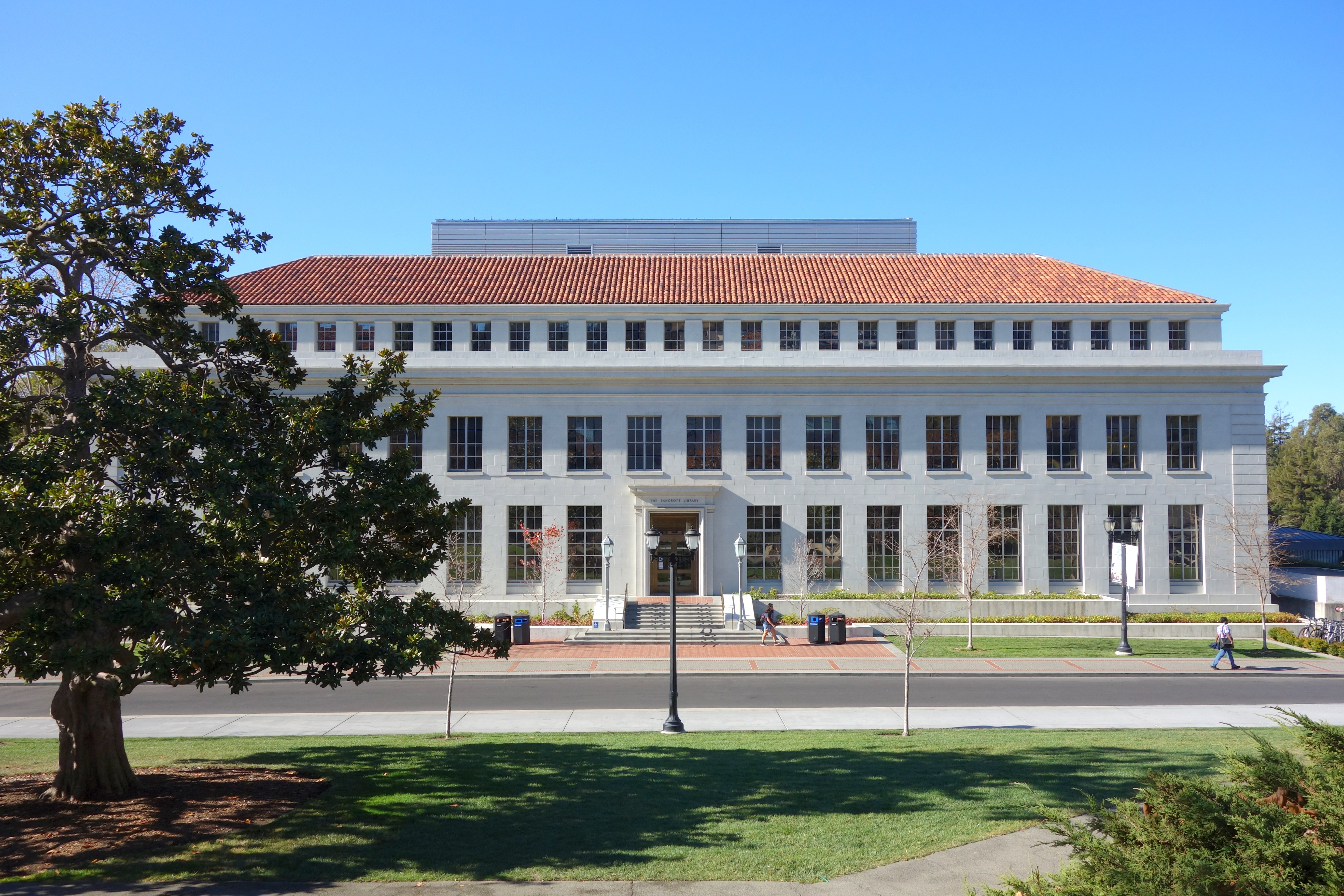
Bancroft Library

- Bancroft Library上海交通大学高等教育研究所（総合）：世界第5位（2024年）
- TIMES世界大学ランキング（総合）：世界第8位（2025年）
- TIMES世界大学評価ランキング（総合）：世界第6位（2023年）
- QS世界大学ランキング（総合）：世界第12位（2024年）
- US NEWS世界ベスト大学ランキング（総合）：世界第5位（2024-2025年）
- US NEWSアメリカ公立大学ランキング（総合）：第2位（2025年）
- フォーブス全米大学ランキング（総合）：第5位（2025年）

### US NEWS学部課程ランキング
- US NEWS Best Colleges 2022-2023 Top Public Schools（全米州立大学ランキング）: 全米第2位（2024-2025年度）[22]
- US NEWS Best Colleges 2024 National Univeristies Rankings（全米大学総合ランキング）: 全米第17位（2024年度）[23]

### US NEWS主要大学ランキング
- 化学：全米第1位[24]
- 数学：全米第2位[25]
- 生物学：全米第2位[26]
- 物理学：全米第3位[27]
- コンピューター工学：全米第1位[28]
- 工学：全米第3位[29]
- 経済学：全米第3位[30]
- 歴史学：全米第2位[31]
- 政治学：全米第5位[32]
- 心理学：全米第2位[33]
- 社会学：全米第2位[34]
- 英文学：全米第1位[35]

### 専門大学院
- 法科大学院：全米第6位[36]
- 経営大学院：全米第7位[37]
- 教育大学院：全米第7位[38]
- 公共政策大学院：全米第6位[39]

## 学生像

### 人種構成
UCバークレー校は富裕な白人の学生が多く、黒人・ラテン系の割合が少ないと長く批判を集めてきた。例えばカリフォルニア州内の公立校でラテン系学生は平均55％を占めるのに対して、本校では22％にすぎず、黒人（アフリカ系アメリカ人）は3.8%にすぎない。一方でアジア系学生の割合は年々増加しつづけており直近で50.5%に達する（2023年）。大学側も人種に加えて学生の多様性を向上させるさまざまな施策をつづけており、近年ではLGBTQや障害をもった学生を採用し、そのデータを積極的に公開するようになっている。

## 学生生活と伝統

### 学生寮

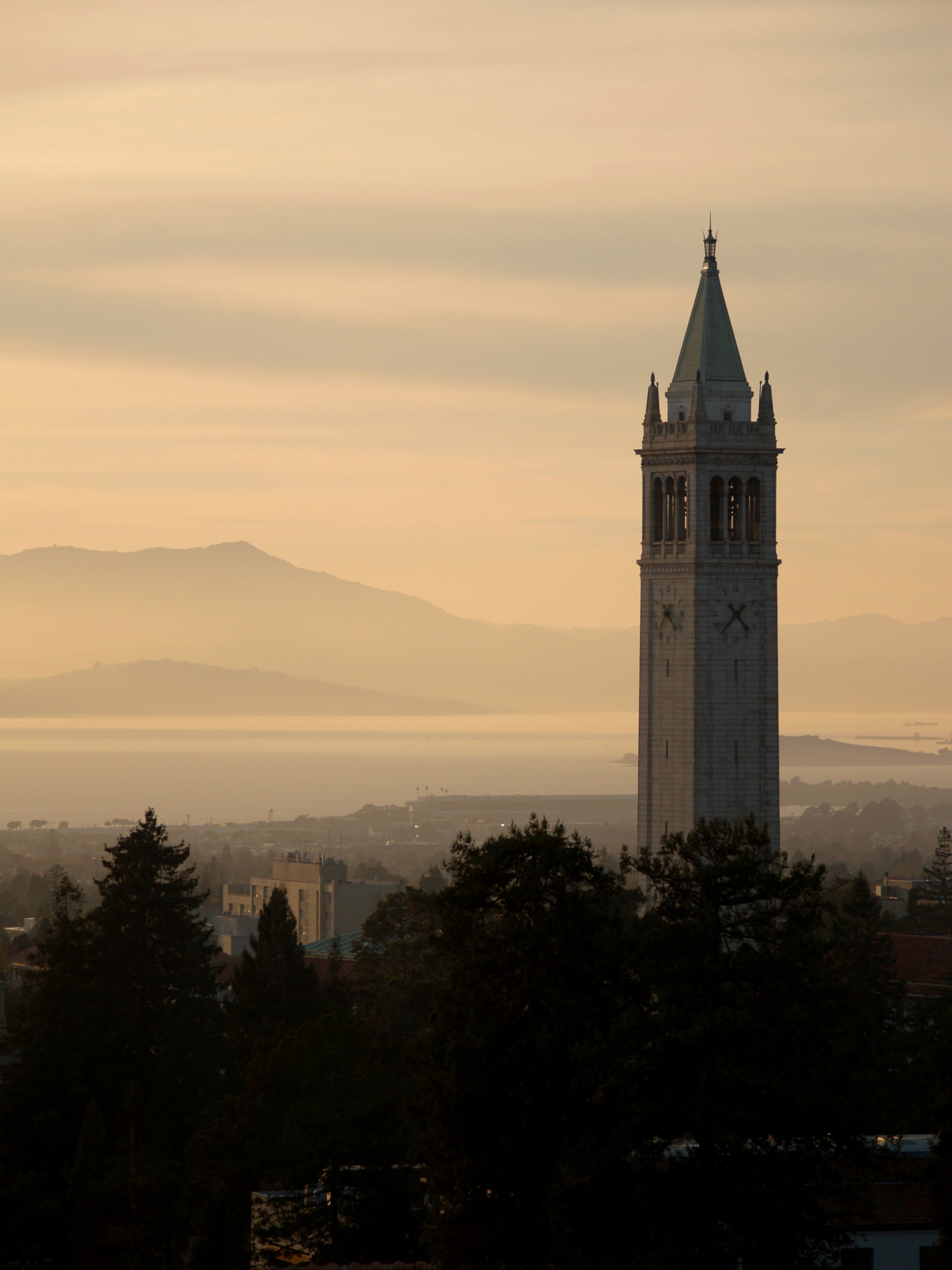
Sather Tower (the Campanile)

大学側はUniversity Housingという12の寮を用意しており、中にはアカデミック用、スポーツ推薦者用、留学生用、女子用、兄弟用など様々ある。Unit1, 2, 3と三つの学部生用のビル寮がキャンパスの南側にあり、この中にはクロスロード (Crossroads) と呼ばれる他の生徒とシェアするダイニングホールがある。同じくキャンパス南側にはクラーク・カーと呼ばれる (Clark Kerr) 以前聴覚視覚不自由者のための学校であったが現在は学生選手のための寮となっている。
他にもフットヒル (Foothill)、スターン (Stern)、ボウレス (Bowles)と呼ばれる三つの学部生用の寮がある。フットヒルの南側にはハースト・グリーグ・シアター (Hearst Greek Theatre)と呼ばれる円形競技場があり、ここは音楽、演劇ダンスなどに使われたりバークレー校の卒業式やスピーチイベントに使われる。その近くには工学大学院 (College of Engineering) と化学大学院 (College of Chemistry) の学生用の寮もある。南側の寮の生徒に比べ理系の学生は静かな傾向があるが、こうしたシアターが近いため、たまに覗くこともある。
ボウレス寮は、フットボールなどに使用されるカリフォルニア記念スタジアム (California memorial Stadium) のすぐ北側に位置する。州が所有している寮として最も古く、アメリカ合衆国国家歴史登録財に登録されている。1928年にマリー・マックニアー・ボウレス (Mary McNear Bowles) から贈与されている。また、若くない学生のためのチャンニング・ボウディッチ (The Channing-Bowditch) とイダ・ジャクソン・アパート (Ida Jackson apartments) もある。キャンパスから北に5km程離れたアルバニー (Albany) にはUniversity Villageという約1,000世帯からなる学生・教職員用の住宅街がある。この居住施設は大学によって運営されている[:en]。
また、大学寮には住まず友人やルームメイトを見つけて共同で住むコーポレイト・ハウジング (Cooperative housing) もある。生徒によって運営されている Berkeley Student Cooperative (BSC) という非営利不動産のハウジングネットワークは20の住宅と1250のオーナーメンバーで構成されている。BSCは、1933年にハリー・キングマン (Harry kingman) を主導に結成された。世界恐慌のなか、学生同士が共同で住み金銭的負担を軽減することが目的であった。

### 学生会

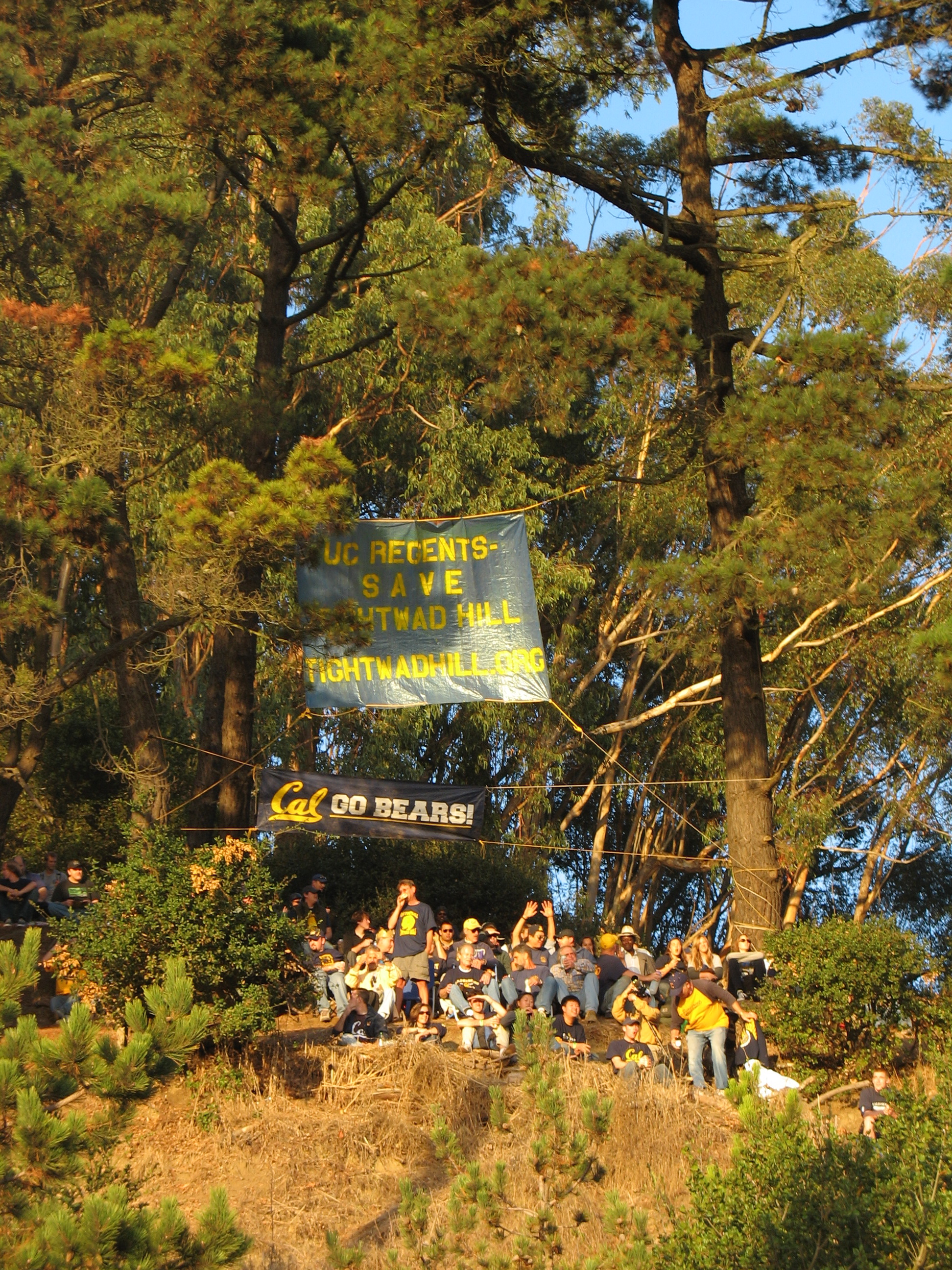
Tightwad Hill

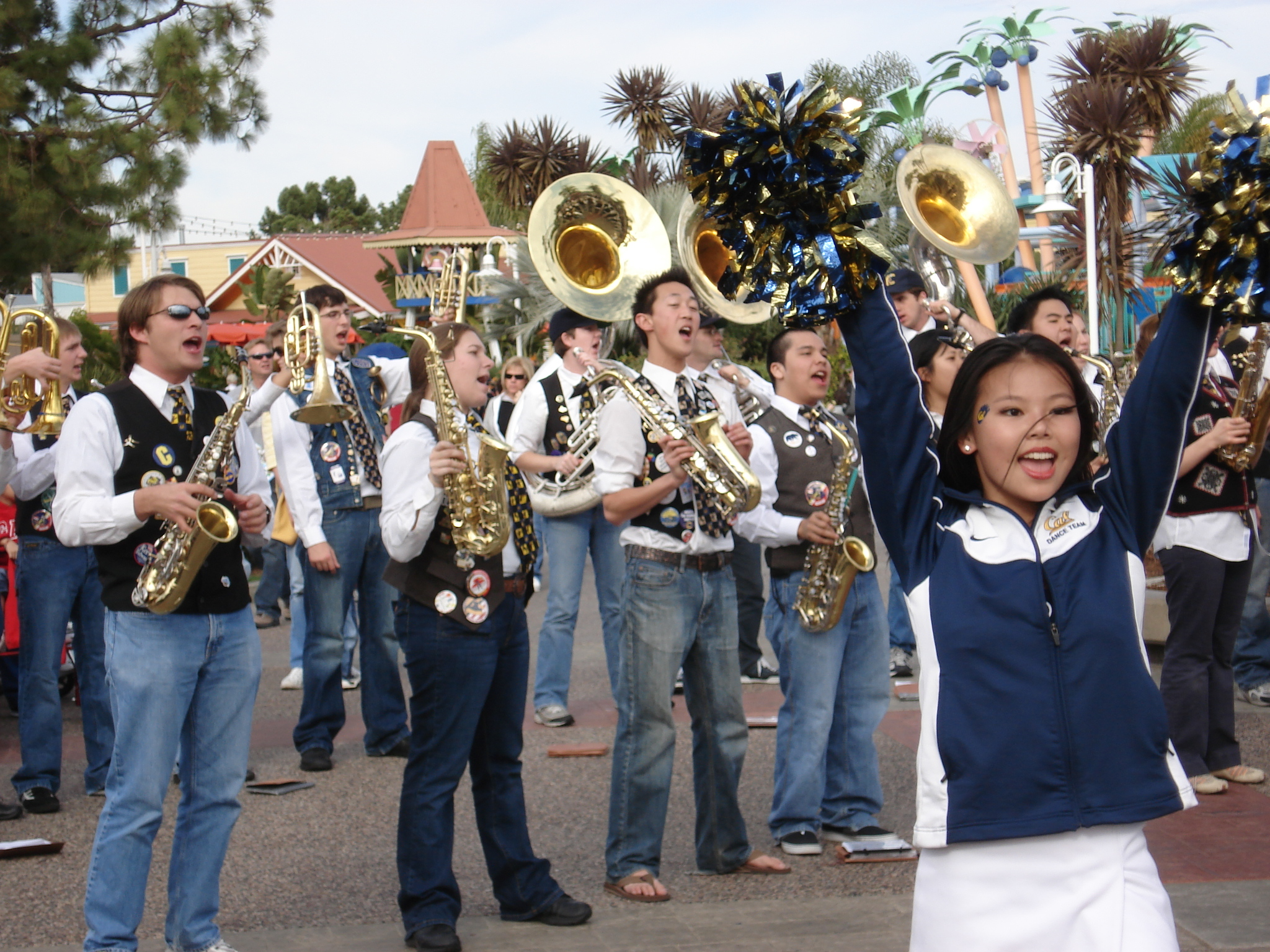
Cal Straw Hat Band (a smaller subset of the Cal Band) playing at SeaWorld in San Diego, California

カリフォルニア大学バークレー校の学生会はThe Associated Students of the University of California (ASUC) と呼ばれ、学生が自立的かつ自己責任で資金運営や学校方針を決定している。
アメリカ国内の大学においても公立大学としては、最も規模の大きい学生会のひとつである。ASUCは1887年に160万ドルの資金で設立され、"Student Action"と"CalSERVE"の二つの政党が主となっている。ASUCのプログラムには主にキャンパス内でのイベント、コンサート、著名な政治家や文化人を招くなどがあり、非営利課外活動などに使われたりする。また、学生によって運営されている組織として、1871年から続く学内新聞"The Daily Califonian"や2005年には"CalTV"というオンラインテレビ、KALXというラジオステーションがある。
UC バークレーの学生は全米の大学の中でも特に活発だとして知られている。多くの学生が自ら組織を立ち上げるなど、大学内には700以上のクラブがある。こうした学生の熱狂の理由として1960年代に起こったフリースピーチムーブメントが挙げられる。2006年から2007年には94の学生政党が存在した。その中には、キャンパスグリーン推進、有機食品推進、学生の薬物使用方針、民主党、共和党など様々あった。全米の大学から多くの学生が国営ボランティア団体のピース・コー (Peace Corps) に参加しているが、その中でバークレーの学生が最も多い。
The Residence Hall Assembly (RHA) では、住居でのイベント、方針、スポンサー、アクティビティなどを手がけている。Berkeley Model United Nations では国際的問題を意識させることを目的として毎年、1500名以上の高校生に対してプログラムを組んでいる。The Berkeley Groupでは、学生を学業だけでなく実社会の現場に派遣しトレーニングする活動をしている。学部専攻に関係なく大学側、ハース・ビジネススクール、企業に協力を得ている。
他にも演劇、コンサート、ディベート大会、スピーチ大会など企画している組織もある。

## スポーツ
多くのスポーツクラブがカリフォルニア・ゴールデンベアーズ(California Golden Bears)として全米大学体育協会(NCAA)の最上位群であるDivisionＩに所属し、DivisonＩNational ChampionshipsにおいてTeam Championshipsを43回(全米10位)、個人タイトルを274回(全米8位)獲得している。また、オリンピックメダルの総獲得数は246個(全米4位)であり、2020年東京オリンピックでは16個(全米4位)、2024年パリオリンピックでは23個(全米2位)を獲得するなど、スポーツにおいても世界的に著名である。
同じ米国西海岸サンフランシスコ近郊のベイエリアに位置するスタンフォード大学とはスポーツ分野を中心に長年ライバル関係にあり、共にパシフィック12カンファレンスに所属する。毎年11月に行われる両校の試合はビッグ・ゲーム(Big Game)と呼ばれ、各メディアに取り上げられるなど大きな盛り上がりを見せる。
UC バークレーのスクールカラーはイェールブルーと黄色。イェールブルーが選ばれた理由は、大学の創設時にヘンリー・デュラント (Henry Durant) などイェール大学出身の人物が多かったからである。ゴールデンベアーズのスポーツは長い歴史の中で偉業を成して来た。中でもフットボール、男子バスケットボール、野球、ソフトボール、男女クルー、男子体操、男子テニス、男女水泳、男子水球、男子柔道、男子トラック競技、男子ラグビーは強豪として知られる。2009年にはハーリングで絶対的強豪であったスタンフォード大学を破り歴史となった。
ゴールデンベアーズは現在まで国内選手権大会 (National Championchips) で多く優勝を果たしている（野球2回、男子バスケットボール2回、男子クルー15回、女子クルー3回、フットボール5回、男子ゴルフ1回、男子体操4回、男子ラクロス1回、男子ラグビー24回、ソフトボール1回、男子水泳2回、女子水泳1回、男子テニス1回、男子陸上1回、男子水球13回）
学問、スポーツ、ビジネスにおいて、UC バークレー（カリフォルニア大学バークレー校）とスタンフォード大学は長年のライバル校である。強烈なライバル意識を示す一例として、"BEAT STANFORD"という言葉が大学のグッズに掲げられている（一方、スタンフォードでは"BEAT CAL"の言葉を掲げている）。毎年11月下旬から12月上旬には「Big Game」と呼ばれるアメリカンフットボールの対抗戦がある。この試合は1933年から続いており、勝者はStanford Axeというトロフィーを授かる。この歴史ある試合の中で最も伝説的に語られるのが1982年に行われた一戦で、ベアーズが残り4秒の時点から5本の後方へのパスをつなぎ（アメリカンフットボールの試合において、複数回パスをつなぐことは滅多にない）、タッチダウンを奪って勝利した試合である。このラストプレイは"The Play"、もしくはタッチダウンを奪ったケヴィン・モーエンが、自軍の勝利が確定したと早合点してフィールド内に侵入していたスタンフォードの吹奏楽団を蹴散らしながらエンドゾーンに到達したことから"the band play"と名付けられている。

## 日本との交流
UC バークレーは、1958年に「日本研究センター」を設置し、バークレー日本賞を創設。日本文化の研究を推進してきた。同センターは「米国主要大学付属日本研究センターとしては先駆的存在」と評されており、カリフォルニア大学バークレー校はアメリカ合衆国国内において日本文化の研究が盛んな大学のひとつとなっている。第1回には村上春樹、第2回には宮崎駿、第3回には坂本龍一が受賞している。
2013年にはNHK教育テレビ（Eテレ）において、リチャード・ムラーカリフォルニア大学バークレー校教授による『バークレー白熱教室』（全5回）が放送された。
2012年より、ソフトバンクグループの孫正義がここで学生時代を過ごした関係から、TOMODACHIソフトバンクリーダーシッププログラムが、同校において行われている。

## UC Berkeley 日本人会(Cal Japan Club)
Cal Japan Club（カリフォルニア大学バークレー校日本人学生会）はUC Berkeley在学中の日本人学生によって運営されている大学公認の非営利団体である。創立以来、毎年入学する日本人を母体として会員数を増やし、現在では新旧会員を含む学部生・卒業生が登録されている。日本人学生会は「日本や日本が提供するあらゆるものに親しみを感じる人たちのコミュニティを育み、将来にわたって頼れる家族を作ること」を活動目的趣旨とし、例年、日本人学生間の交流、就職活動サポート、異文化交流、留学生活支援などを目的としたイベントを通年多数開催している。
- Cal Japan Club[44]

## 批判・不祥事
- 2020年1月、大学保健センターは、インスタグラムに新型コロナウイルス関連で、アジア人への嫌悪は普通の反応と投稿、批判を浴びて謝罪に追い込まれた[45][リンク切れ][46][リンク切れ][47][48]。

## エピソード
- イーストベイのオークランド郊外に位置するバークレーは、1960年代後半、全米を巻き込んだ学生運動発祥の地であり、教養と文化に溢れた活気のある学園都市である。オークランドへはバートで約10分、サンフランシスコへは約25分、世界有数のワイン産地、ナパ郡のワインカントリーまでは車で約1時間である。地震の巣と言われるサン・アンドレアス断層の一部を構成するヘイワード (Hayward) 断層がバークレー市を縦断している。
- 日本の公家の文書である三条西旧蔵資料の蔵書先としても知られている。
- 映画『卒業』（原題 : The Graduate / 1967年公開/監督 : マイク・ニコルズ / 主演 : ダスティン・ホフマン）では、ホフマン演じる主人公ベンジャミンの恋人エレーンが本校の学生という設定であるため、主な舞台として登場する。
- スポーツではパシフィック12カンファレンスに所属し、ベアーズ (California Golden Bears) というニックネームで活動している。特にラグビーは1980年から現在までの間、全米大会で1991年から2002年までの12連覇を含め20回以上も優勝している強豪である。
- 映画『ハイスクールミュージカル3』で主人公トロイ・ボルトンがミュージカル上演後の舞台でカリフォルニア大学バークレー校に進学することを発表している。
- 全米各地に爆弾を送りつけた犯罪者セオドア・カジンスキー（ユナボマー）は、犯行前は一時バークレー校で助教授を務めていたが、講義に対する学生の評価が非常に低く、短期間で職を辞した。
- 数論と数論的代数幾何学を研究していたケン・リベット教授は1986年夏、フライ・セールのイプシロン予想を解決している。360年間誰も証明することのできず世界最大の難問であったフェルマーの最終定理と谷山・志村予想が同じ系であることを証明し、フェルマー予想の解決に貢献した。
- 元バークレー校教授であり、バイオタイム社の社長ポール・シーガル医学博士は1986年に死亡した動物の蘇生実験に成功している。マウスや犬の脳、心臓を停止させ血液を抜き取り死亡状態にする。その後死体を冷凍し、のちに解凍して蘇生させた。また人間に更に近いマントヒヒでの実験でも成功させている。
- UNIXシステムのディレクトリ名"ucb"は、University of California, Berkeleyの略である。
- フィリップ・K・ディックはバークレー高校から進学しドイツ語を専攻したが、ROTCに参加するのがいやで中退した。
- 孫正義はカリフォルニア大学バークレー在学中に音声翻訳機能付き電子翻訳機を考え大学教授のフォレスト・モーザー博士や他の教授と音声翻訳機能付き電子翻訳機を作り色々な企業に売りに行ったがすぐさま貶され、本命のカシオ計算機からも【もう少しマシな形になったら考えても良い】とまで言われた。孫正義が大阪の弁理市会に電話を入れ、特許に値をする事を確認した上でシャープのキーマンを紹介してもらう事にした。当時シャープの技術本部長を務めていた【佐々木正】の名前が上がり、その人に会いに行く時は父の孫三憲と行った。奈良県天理市にあるシャープ中央県研究所に行き佐々木正と面会し、孫正義は佐々木の前で熱弁し佐々木正は【こう言う若者は滅多にいない。育てなければならないと思った。】孫正義の熱弁を承諾し同時に佐々木は孫正義に夢を託した。特許の契約金として4000万円を支払い佐々木はドイツ語版、フランス語版を追加させ孫正義はそれを完成パッケージとして売り合計　１億円を稼いだ。

## ノーベル賞受賞関係者
出身校または受賞当時の所属機関がカリフォルニア大学バークレー校の受賞者リスト。
- ハロルド・ユーリー（化学賞、1934年）重水素発見
- アーネスト・ローレンス（物理学賞、1939年）原子物理学や素粒子物理学で標準的に使用される加速器であるサイクロトロンを発明
- オットー・シュテルン（物理学賞、1943年）シュテルン-ゲルラッハの実験
- ジョセフ・アーランガー（生理学・医学賞、1944年）神経線維の様々なタイプを発見
- ジョン・H・ノースロップ（化学賞、1946年）
- ウェンデル・M・スタンレー（化学賞、1946年）
- ウイリアム・ジオーク（化学賞、1949年）酸素に同位体が存在することを発見
- グレン・シーボーグ（化学賞、1951年）超ウラン元素の合成および研究
- エドウィン・M・マクミラン（化学賞、1951年）
- セルマン・ワックスマン（生理学・医学賞、1952年）有機化合物とその分解を研究し、ストレプトマイシンなどの抗生物質を発見
- ウィリス・ラム（物理学賞、1955年）水素スペクトルの微細構造に関する研究
- エミリオ・セグレ（物理学賞、1959年）反陽子の発見
- オーウェン・チェンバレン（物理学賞、1959年）反陽子の発見
- ウィラード・リビー（化学賞、1960年炭素14を用いた放射性炭素年代測定法を開発）
- ドナルド・A・グレーザー（物理学賞、1960年）
- メルヴィン・カルヴィン（化学賞、1961年）カルビン・ベンソン回路を発見
- チャールズ・H・タウンズ（物理学賞、1964年）誘導放出による電磁波の増幅（メーザー、レーザー）の基本原理を発明
- ルイ・アルヴァレ（物理学賞、1968年）共鳴状態の発見など、素粒子物理学への貢献
- ハミルトン・スミス（生理学・医学賞、1978年）タイプII制限酵素の発見
- ローレンス・クライン（経済学賞、1980年）景気変動・経済政策を分析する上での経済的なモデル・手法の開発
- チェスワフ・ミウォシュ（文学賞、1980年）ポーランド文学教授となり執筆活動
- ジェラール・ドブリュー（経済学賞、1983年）一般均衡理論の徹底的な改良と経済理論に新たな分析手法を組み込んだ
- ヘンリー・タウベ（化学賞、1983年）金属錯体の電子移動反応機構の解明
- 李遠哲（化学賞、1986年）化学反応素過程の研究
- トーマス・チェック（化学賞、1989年）RNAの触媒機能の発見
- キャリー・マリス（化学賞、1993年）DNA化学での手法開発への貢献（PCR法の発明）
- ダグラス・ノース（経済学賞、1993年）経済史に経済理論や数量分析を導入
- ジョン・C・ハーサニ（経済学賞、1994年）
- マリオ・モリーナ（化学賞、1995年）オゾン層の分解に関する研究
- ロバート・カール（化学賞、1996年）フラーレンの発見
- スティーブン・チュー（物理学賞、1997年）レーザー冷却により原子を捕捉する技術の研究
- ロバート・B・ラフリン（物理学賞、1998年）分数電荷の励起状態が存在する新たな量子流体の形態（分数量子ホール効果）の発見
- アラン・ヒーガー（化学賞、2000年）導電性高分子の発見と発展
- ダニエル L. マクファデン（経済学賞、2000年）
- ジョージ・アカロフ（経済学賞、2001年）情報の非対称性を伴った市場分析に対して
- ダニエル・カーネマン（経済学賞、2002年）行動経済学と実験経済学という新研究分野の開拓への貢献を称えて
- デイビッド・グロス（物理学賞、2004年）強い相互作用の理論における漸近的自由性の発見
- トーマス・シェリング（経済学賞、2005年）ゲーム理論の分析を通じて対立と協力の理解を深めた功績を称えて
- ジョン・C・マザー（物理学賞、2006年）宇宙マイクロ波背景放射の黒体放射性の発見
- ジョージ・スムート（物理学賞、2006年）宇宙マイクロ波背景放射の異方性の発見
- アンドリュー・ファイアー（生理学・医学賞、2006年）RNAiの発見
- ゲルハルト・エルトル（化学賞、2007年）固体表面における化学過程の研究
- ロジャー・Y・チエン（化学賞、2008年）緑色蛍光タンパク質の発見と開発
- エリザベス・ブラックバーン（生理学・医学賞、2009年）テロメアとテロメラーゼによる染色体保護の発見
- キャロル・W・グライダー（生理学・医学賞、2009年）テロメアとテロメラーゼによる染色体保護の発見
- オリバー・ウィリアムソン（経済学賞、2009年）企業組織が紛争を解決する構造として働くという理論を発展させたこと
- ソール・パールマッター（物理学賞、2011年）遠方の超新星の観測を通した宇宙の加速膨張の発見
- トーマス・サージェント（経済学賞、2011年）マクロ経済の原因と結果をめぐる実証的な研究に関する功績を称えて
- デービッド・ワインランド（物理学賞、2012年）個別の量子系に対する計測および制御を可能にする画期的な実験的手法に関する業績
- ランディ・シェクマン（生理学・医学賞、2013年）細胞内生成蛋白質を細胞核などの目的の場所まで運ぶ仕組みの解明
- バリー・バリッシュ（物理学賞、2017年）LIGO検出器および重力波の観測への決定的な貢献
- フランシス・アーノルド（化学賞、2018年）酵素の指向性進化法の開発
- ジェニファー・ダウドナ（化学賞、2020年）ゲノム編集手法の開発
- ラインハルト・ゲンツェル（物理学賞、2020年）我々の銀河系の中心にある超大質量コンパクト天体の発見
- デヴィッド・ジュリアス（生理学・医学賞、2021年）温感と触覚の受容体の発見
- デヴィッド・カード（経済学賞、2021年）労働経済学への実証的貢献

## 著名な日本人教員・職員

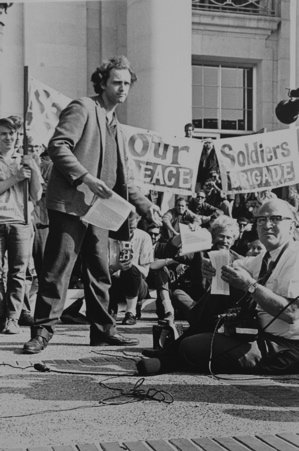
Mario Savio on Sproul Hall steps, 1966

- Mario Savio on Sproul Hall steps, 1966小圃千浦 - 名誉教授（日本画）、トパズアートスクール初代校長、日本国瑞宝章受章者
- 加藤敏夫 - 名誉教授（数学）
- 小林昭七 - 名誉教授（数学）
- 高橋安人 - 名誉教授（工学）、日本の制御工学研究の草分け、勲三等
- 佐武一郎 - 名誉教授（数学）、「佐武同型」や「佐武図形」に名を残す
- 豊島近 - Hitchcock冠教授（分子生物学）、東京大学分子細胞生物学研究所教授
- 富塚誠義 - 教授（機械工学）
- 山崎和雄 - 教授（機械工学）
- 村山斉 - 教授（物理学）、東京大学数物連携宇宙研究機構機構長
- 野村泰紀 - 教授（物理学）
- 長谷川葉子 - 教授（言語学）
- 久保伊佐夫 - 教授（有機化学）
- 坂野仁 - 教授（免疫学）、東京大学名誉教授
- 羽生淳子 - 教授（考古学）
- 福田雅章 - 客員教授（刑事政策）、一橋大学名誉教授
- 上野ケン - 准教授（作曲学）
- 了戒公子 - 助教授（情報学）
- 筒井康二 - 客員准教授（建築学）
- 鎌田雄一郎 - 准教授（経済学）

## 著名な卒業生・在学生

### 政治・行政
- アール・ウォーレン - カリフォルニア州知事、第14代合衆国最高裁判所長官、ウォーレン委員会委員長
- ピート・ウィルソン - カリフォルニア州知事
- ジェリー・ブラウン - カリフォルニア州知事
- ズルフィカール・アリー・ブットー - パキスタン大統領
- フランシスコ・マデロ - メキシコ大統領、メキシコ革命指導者
- ドリス・マツイ - 米国下院議員
- ジョン・ガラメンディ - 米国下院議員
- 孫科 - 中華民国立法院院長
- 宋楚瑜 - 台湾省長
- 白石洋一 - 衆議院議員
- ミゲル・ロドリゲス - コスタリカ共和国大統領
- ロバート・マクナマラ - 米国国防長官/世界銀行総裁
- 近藤鉄雄 - 経済企画庁長官、労働大臣
- ノーマン・ミネタ - 米国運輸長官、日系米国人初の閣僚
- ジェニファー・グランホルム - ミシガン州知事
- 小原雅博 - シドニー総領事
- 和田充広 - 駐パキスタン大使
- 佐々木伸彦 - 第13代日本貿易振興機構理事長、経済産業審議官、経済産業省通商政策局長
- 松本哲治 - 沖縄県浦添市長

### 実業家
- アンドリュー・グローヴ - 米インテル社共同創業者
- エリック・シュミット - 元米Google社会長兼CEO
- アラン・サリン - 英Vodafone Group Plc CEO
- スティーブ・ウォズニアック - 米Apple共同設立者
- ハワード・リンカーン - 米国任天堂（株）元会長
- ビル・ジョイ - 米サン・マイクロシステムズ社チーフ・サイエンティスト
- ポール・オッテリーニ - 米インテル 社CEO
- 伊賀泰代 - 人事コンサルタント
- 伊藤誠哉 - 静岡銀行会長
- 牛尾治朗 - ウシオ電機創業者
- 北城恪太郎 - 日本IBM（株）代表取締役会長、経済同友会代表幹事
- 鴻池一季 - 鴻池組（株）取締役会長
- 里見治紀 - セガサミーホールディングス代表取締役社長
- 白石章二 - 元ベイン・アンド・カンパニーパートナー、シナジェティック・コンサルティング（株）共同代表
- 孫正義 - ソフトバンクグループ代表取締役社長
- 田中裕輔 - ロコンド共同創業者・代表取締役社長、シャディ代表取締役会長
- 外池徹 - アフラック社長
- 中尾武彦 - アジア開発銀行総裁
- 若松茂美 - マッキンゼー・アンド・カンパニー日本支社副社長

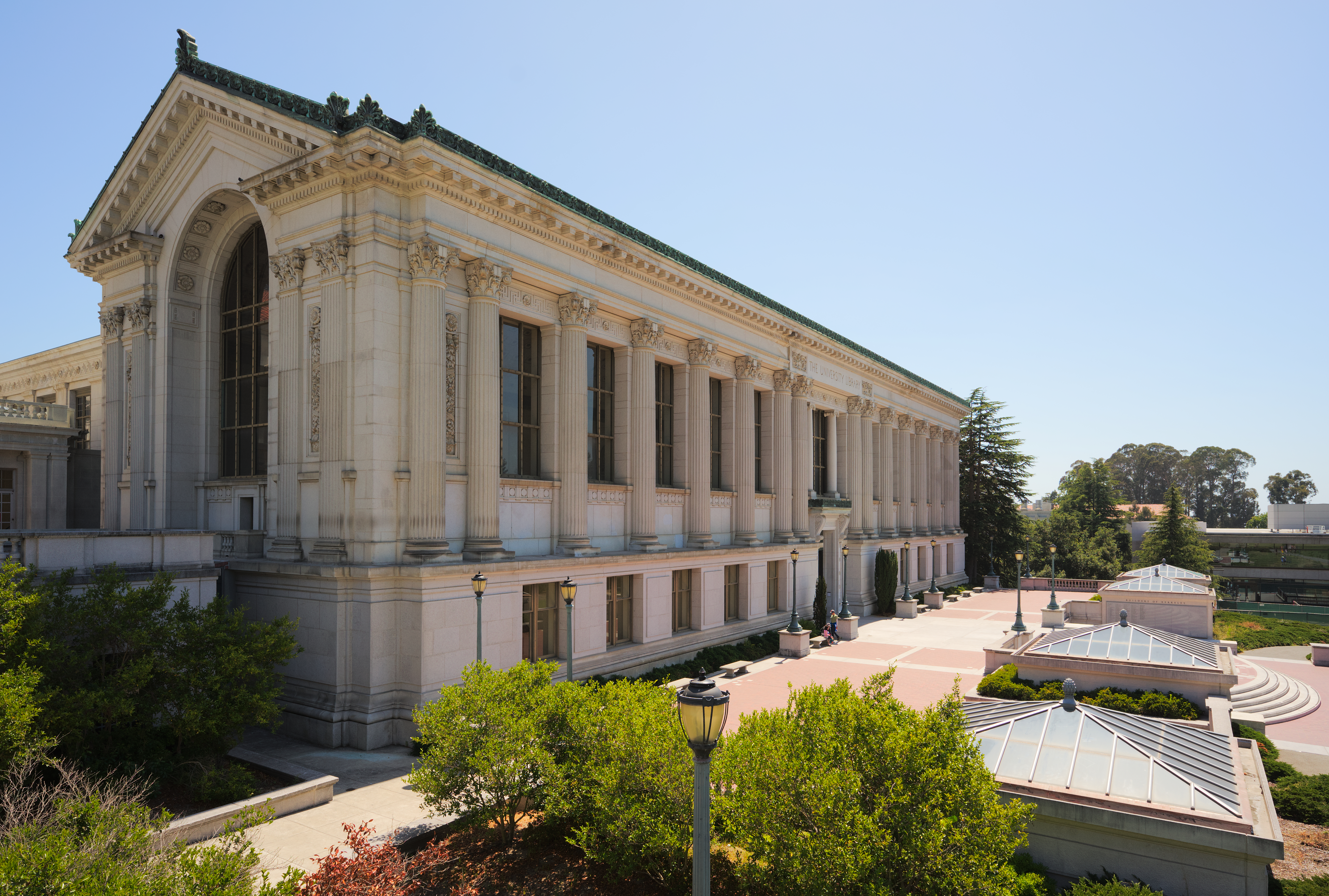
Doe Memorial Library

### 学者
- ジョン・ケネス・ガルブレイス - アメリカ経済学会元会長、ハーバード大学教授
- チャールズ・ソーンスウェイト - 地理学者、ソーンスウェイトの気候区分を発表
- クリスチーナ・アメージャン - 一橋大学名誉教授
- レベッカ・ソルニット - 作家、修士号取得
- 相澤美智子 - 一橋大学大学院法学研究科教授
- 赤神諒 - 上智大学大学院法学研究科教授、小説家
- 阿久津聡 - 一橋大学大学院経営管理研究科教授、日本マーケティング学会副会長
- 浅野孝 - カリフォルニア大学デービス校名誉教授、ストックホルム水賞
- 有賀夏紀 - 埼玉大学名誉教授、アメリカ芸術科学アカデミー外国人名誉会員、アメリカ学会会長
- 伊藤公一朗 - シカゴ大学公共政策大学院ハリススクール准教授
- 伊藤公平 - 慶應義塾長
- 緒方貞子 - 上智大学名誉教授、元国連高等難民弁務官、国際協力機構理事長
- 岡田益男 - 元東北大学副学長、元八戸工業高等専門学校長、元日本金属学会副会長
- 金田充弘 - 東京芸術大学美術学部准教授
- 合田圭介 ‐ 東京大学大学院理学系研究科教授
- 小島茂 - 静岡県立大学教授、ディプロマミル研究者
- 小西正一 - カリフォルニア工科大学名誉教授、グルーバー賞、ローゼンスティール賞
- 竹内弘高 - ハーバード大学ハーバード・ビジネス・スクール教授、一橋大学名誉教授、国際基督教大学理事長
- 龍田節 - 京都大学名誉教授、日本学士院会員
- 中邨章 - 明治大学名誉教授、日本自治体危機管理学会会長
- 野中郁次郎 - カリフォルニア大学バークレー校特別名誉教授、一橋大学名誉教授、組織学会会長
- 八田英二 - 同志社大学総長、日本高等学校野球連盟会長、日本学生野球協会会長、全日本大学野球連盟会長
- 福永有夏 - 早稲田大学社会科学総合学術院教授
- 藤本哲也 - 中央大学法学部教授、元司法試験考査委員
- 三浦まり - 上智大学法学部教授
- 三浦良造 - 一橋大学名誉教授、日本金融・証券計量・工学学会会長
- 三島良直 - 元東京工業大学学長、日本医療研究開発機構理事長
- 宮城啓子 - 筑波大学大学院ビジネス科学研究科教授、司法試験考査委員
- 矢ケ﨑典隆 - 東京学芸大学名誉教授、日本地理学会会長、地理空間学会会長
- 矢口哲也 - 早稲田大学理工学術院教授
- 山田高敬 - 名古屋大学大学院環境学研究科教授
- リチャード・クー - 野村総合研究所主任研究員、チーフエコノミスト

### アスリート・芸術家
- エリザベス・スウェイニー - フリースタイルスキー選手
- ジェイソン・キッド - 世界的に著名なバスケットボールプレイヤー
- ジェイレン・ブラウン-プロバスケットボール選手
- ヘレン・ウィルス・ムーディ - テニス選手。パリ五輪で金メダル。テニス4大大会通算19勝（世界歴代3位。全米1位）。
- コリン・モリカワ - プロゴルファー
- ミシェル・タフォヤ - スポーツキャスター
- レイ・スタインバーグ - スポーツ代理人、弁護士。映画『ザ・リージェント』のモデル。
- マット・ビオンディ - 競泳選手。ロサンゼルス五輪、ソウル五輪、バルセロナ五輪で金メダル。
- ナタリー・コーグリン - 競泳選手。アテネ五輪金メダリスト。
- Shing02 - ヒップホップMC、音楽家
- 上杉晋作 - チェスプレーヤー
- さかはらあつし - 作家、映画監督
- マーク・カナ - メジャーリーガー
- ジェフ・ケント - メジャーリーガー
- キーナン・アレン - アメリカン・フットボール選手
- C・J・アンダーソン - アメリカン・フットボール選手
- ジャレッド・ゴフ - アメリカン・フットボール選手
- トニー・ゴンザレス - アメリカン・フットボール選手
- デショーン・ジャクソン - アメリカン・フットボール選手
- キャメロン・ジョーダン - アメリカン・フットボール選手
- スコット・フジタ - アメリカン・フットボール選手
- マーショーン・リンチ - アメリカン・フットボール選手
- アーロン・ロジャース - アメリカン・フットボール選手
- ブリット・フォンク - ソフトボール選手
- 栗原優 - ラグビー選手

### その他
- ホーコン・マグヌス - ノルウェー王太子
- ケイト・セッションズ - 造園家、環境活動家。
- エレン・ウィリス - ジャーナリスト、エッセイスト
- ウィル・ユン・リー - 俳優。
- ケネス・ツァン - 俳優。
- テレンス・イン（中国語版）- 俳優。
- ブライアン・ティー - 俳優。
- 高濱賛 - 在米ジャーナリスト、元読売新聞記者、元カリフォルニア大学バークレー校ジャーナリズム大学院客員教授
- 鈴木五十三 - 弁護士、元国連安全保障理事会保障委員会委員
- 滝澤三郎 - 国際連合難民高等弁務官事務所財務局長、国連UNHCR協会理事長、国連大学客員教授
- 姚仁喜 - 台湾の建築家
- 荒田武卿 - 明治中期にカリフォルニア大学バークレー校を卒業（Class of 1896)した留学生 先駆者の一人。海関で外交・税関業務に携る
- 鈴木琢也 - 教育者、作家
- 白井琴望 - 女優、SKE48の元メンバー